# L'Œuf (Buzzati)
Pour les articles homonymes, voir Œuf.
L'Œuf (L'uovo) est une nouvelle fantastique de Dino Buzzati, incluse dans le recueil Le K publiée en 1966.

## Résumé
Gilda Soso, jeune mère de condition pauvre, veut faire participer sa fille Antonella à une chasse à l'œuf organisée dans une villa royale.
Profitant d'un moment d'agitation, elle parvient à pénétrer dans le jardin du parc de la ville avec sa fille. Sa fille parvient à attraper un œuf qu'elle se fait aussitôt voler par un autre enfant, et du coup s'en fait offrir un par une autre enfant qui l'accuse ensuite de le lui avoir volé. À la fin de la chasse à l'œuf, Gilda et sa fille sont confondues par une des organisatrices qui reprend l'œuf des mains de la fille. La mère explose de colère et des policiers tentent de l'interpeller. La mère se débat, injurie la patronnesse et les policiers qui finissent par tomber morts.
Gilda et Antonella se réfugient dans leur immeuble tandis que les autorités décident d'assiéger le bâtiment. Gilda, par ses paroles, tue de nombreux militaires et détruit même des chars d'assaut. Les pouvoirs publics négocient alors la paix : Gilda demande en échange un œuf pour sa fille. Celle-ci choisit dans le monceau d'œufs qui lui sont présentés celui-là même qu'on lui avait offert dans le jardin du parc de la ville.